# Kumarabeedu, Mysore
Kumarabeedu là một làng thuộc tehsil Mysore, huyện Mysore, bang Karnataka, Ấn Độ.